# Charles Lenormant
Charles Lenormant (Párizs, 1802. június 1. – Athén, 1859. november 24.) francia régész, egyiptológus, numizmatikus, az Académie des inscriptions et belles-lettres tagja, François Lenormant apja.

## Pályája
Jogot tanult és csak olaszországi utazásai közben kedvelte meg a régészetet. 1828-ban Jean-François Champollionnal beutazta Egyiptomot és aztán részt vett a Morea-bizottság munkálataiban. 1837-ben a nemzeti könyvtár, s 1840-ben a Louvre régiségtárának őre lett. 1835-től François Guizot helyett előadásokat tartott a Sorbonne egyetemen, melyet konzervativ katolikus iránya miatt 1846-ban be kellett szüntetnie. 1848-ban a Collège de France egyiptomi archeológia tanszékét kapta.

## Művei
- Trésor de numismatique et de glyptique (10 kötet, 1834-50)
- Élite des monuments céramographiques (4 kötet, 1837-61)